# Funkcija Z
Funkcija Z je v matematiki funkcija uporabna pri raziskovanju Riemannove funkcije ζ vzdolž kritične premice, kjer je realni del argumenta enak {\displaystyle 1/2\,}. Imenuje se tudi Riemann-Sieglova funkcija Z, Hardyjeva funkcija, Hardyjeva funkcija Z ali Hardyjeva funkcija zeta. Lahko se definira z Riemann-Sieglovo funkcijo ϑ in Riemannovo funkcijo ζ kot:
{\displaystyle Z(t)=e^{i\theta (t)}\zeta \left({\frac {1}{2}}+it\right)\!\,.}
Velja še:
{\displaystyle \left|Z(t)\right|=\left|\zeta \left({\frac {1}{2}}\right)+it\right|,\qquad (t\in \mathbb {R} )\!\,.}
Iz funkcijske enačbe za Riemannovo funkcijo ζ sledi, da je funkcija Z realna za realne vrednosti {\displaystyle t\,}. Je soda funkcija in realna analitična za realne vrednosti. Iz dejstva, da sta Riemann-Sieglova funkcija ϑ in Riemannova funkcija ζ obe holomorfni na kritičnem traku, kjer je imaginarni del {\displaystyle t\,} med -1/2 in 1/2, sledi, da je tudi funkcija Z holomorfna na kritičnem traku. Še več, realne ničle so točno ničle Riemannove funkcije ζ vzdolž kritične premice, kompleksne ničle na kritičnem traku funkcije Z odgovarjajo ničlam zunaj kritične premice Riemannove funkcije ζ na njenem kritičnem traku.
|                                |                                  |
| {\displaystyle -5<\Re (t)<5\,} | {\displaystyle -40<\Re (t)<40\,} |

## Riemann-Sieglova formula
Riemann-Sieglova formula zelo izboljša računanje vrednosti funkcije {\displaystyle Z(t)\,} za realne {\displaystyle t\,} in tako tudi Riemannove funkcije ζ vzdolž kritične premice:
{\displaystyle Z(t)=2\sum _{n^{2}<t/2\pi }n^{-1/2}\cos(\theta (t)-t\log n)+R(t)\!\,,}
kjer je člen napake {\displaystyle R(t)\,} asimptotično izražen v kompleksnem s funkcijo:
{\displaystyle \Psi (z)={\frac {\cos 2\pi (z^{2}-z-1/16)}{\cos 2\pi z}}\!\,}
in njenimi odvodi. Če je {\displaystyle u=({\frac {t}{2\pi }})^{1/4}\,}, {\displaystyle N=\lfloor u^{2}\rfloor \,} in {\displaystyle p=u^{2}-N}, potem velja:
{\displaystyle R(t)\sim (-1)^{N-1}\left(\Psi (p)u^{-1}-{\frac {1}{96\pi ^{2}}}\Psi ^{(3)}(p)u^{-3}+\cdots \right)\!\,,}
kjer tripičje označuje, da se lahko nadaljuje na višje in naraščajoče kompleksne člene.
Znane so druge učinkovite vrste za funkcijo {\displaystyle Z(t)\,}, še posebej z nepolno funkcijo Γ. Če je:
{\displaystyle Q(a,z)={\frac {\Gamma (a,z)}{\Gamma (a)}}={\frac {1}{\Gamma (a)}}\int _{z}^{\infty }u^{a-1}e^{-u}\mathrm {d} u\!\,,}
je posebej lep zgled:
{\displaystyle Z(t)=2\Re \left(e^{i\theta (t)}\left(\sum _{n=1}^{\infty }Q\left({\frac {s}{2}},\pi in^{2}\right)-{\frac {\pi ^{s/2}e^{\pi is/4}}{s\Gamma \left({\frac {s}{2}}\right)}}\right)\right)\!\,.}

## Obnašanje funkcije Z
Iz izreka o kritični premici sledi, da je gostota realnih ničel funkcije Z enaka:
{\displaystyle {\frac {c}{2\pi }}\log {\frac {t}{2\pi }}\!\,}
za kakšno konstanto {\displaystyle c>2/5\,}. Tako število ničel na intervalu z dano velikostjo počasi narašča. Če je Riemannova domneva pravilna, so vse ničle na kritičnem traku realne ničle, konstanta pa je enaka {\displaystyle c=1\,}. Domneva se tudi, da so vse te ničle enostavne.

### Izrek Omega
Zaradi ničel funkcije Z se funkcija obnaša nihajoče. Tudi počasi narašča tako v povprečju kot tudi ob vrhovih vrednostih. Brez Riemannove domneve izrek Omega pravi, da velja:
{\displaystyle Z(t)=\Omega \left(\exp \left({\frac {3}{4}}{\sqrt {\frac {\log t}{\log \log t}}}\right)\right)\!\,,}
kjer zapis pomeni, da {\displaystyle Z(t)\,} krat funkcija znotraj Ω ne teži k nič z naraščajočim {\displaystyle t\,}.

### Povprečna rast
Raziskovali so tudi povprečno rast funkcije Z. Kvadratična sredina se lahko najde iz:
{\displaystyle {\frac {1}{T}}\int _{0}^{T}Z(t)^{2}\mathrm {d} t\sim \log T\!\,,}
ali:
{\displaystyle {\frac {1}{T}}\int _{T}^{2T}Z(t)^{2}\mathrm {d} t\sim \log T\!\,,}
kar pove, da kvadratična sredina funkcije {\displaystyle Z(t)\,} narašča kot {\displaystyle {\sqrt {\log t}}}. Ta ocena se lahko izboljša na:
{\displaystyle {\frac {1}{T}}\int _{0}^{T}Z(t)^{2}\mathrm {d} t=\log T+(2\gamma -2\log(2\pi )-1)+{\mathcal {O}}(T^{-15/22})\!\,.}
Če se eksponent poveča, se dobi srednja vrednost, ki je bolj odvisna od vrhov vrednosti funkcije Z. Za četrte potence je:
{\displaystyle {\frac {1}{T}}\int _{0}^{T}Z(t)^{4}\mathrm {d} t\sim {\frac {1}{2\pi ^{2}}}(\log T)^{4}\!\,,}
od koder se lahko zaključi, da četrti koren srednje vrednosti četrte potence narašča kot {\displaystyle {\frac {1}{2^{1/4}{\sqrt {\pi }}}}\log t\,}.

### Lindelöfova domneva
Raziskali so višje sode potence, manj pa je znanega o ustrezni srednji vrednosti. Domneva se in sledi iz Riemannove domneve, da velja:
{\displaystyle {\frac {1}{T}}\int _{0}^{T}Z(t)^{2k}\mathrm {d} t=o(T^{\epsilon })\!\,}
za vsak pozitiven ε. Tukaj zapis z malim »o« pomeni, da leva stran deljena z desno stranjo konvergira k nič, oziroma, da je majhni o negacija Ω. Ta domneva se imenuje Lindelöfove domneva in je šibkejša od Riemannove domneve. Običajno se poda v pomembni enakovredni obliki:
{\displaystyle Z(t)=o(t^{\epsilon })\!\,}
V obeh oblikah pravi, da stopnja rasti vrhov vrednosti ne more biti prevelika. Najboljša znana meja te stopnje ni močna, in pravi, da je primeren vsak {\displaystyle \epsilon >{\frac {89}{570}}}. Bilo bi neverjetno najti, da funkcija Z kje narašča tako hitro kot to. Littlewood je dokazal, da ob pravilnosti Riemannove domneve velja:
{\displaystyle Z(t)=o\left(\exp \left({\frac {10\log t}{\log \log t}}\right)\right)\!\,,}
kar se zdi veliko bolj verjetno.